# Chiesa di San Pietro a Lecore
La chiesa di San Pietro è una chiesa di Signa, che si trova nella frazione di Lecore.
L'aspetto attuale dell'edificio, documentato fin dall'866 e citato come prioria a partire dal XV secolo, si deve ad un integrale ricostruzione avvenuta fra il 1921 e il 1933.
Oltre ad una pregevole terracotta cinquecentesca della bottega dei della Robbia, raffigurante San Pietro, l'interno conserva una preziosa Madonna col Bambino in trono attribuita a Bernardo Daddi.
La chiesa e il campanile sono stati restaurati nel 2020, sulla cella superiore del campanile sono state aggiunte tre piccole campane che suonano il carillon, le 4 campane presenti sono state fuse nei primi del 900 dalla Fonderia Rafanelli di Pistoia.